# Eilema helvola
Eilema helvola là một loài bướm đêm thuộc phân họ Arctiinae, họ Erebidae.